# Rocky (filmová série)
Rocky je série boxerských filmů, které z většiny režíroval a ve kterých hrál hlavní roli Sylvester Stallone. V prvních šesti filmech je hlavní postavou boxer Rocky Balboa, který zasvětil svůj život boxu, ale úspěšným se stal až v pozdní části své kariéry, kdy se opakovaně stal světovým šampiónem. V posledním filmu série Creed se postava Rockyho Balboy objevuje v roli trenéra začínajícího boxera Adonise Johnsona.

## Filmy série

### Rocky
Rocky Balboa (Sylvester Stallone) je boxer žijící v chudé čtvrti Filadelfie. Boxuje v různých klubech, ale nikdy na žádný větší úspěch nedosáhl. Jeho trenér Mickey Goldmill (Burges Meredith) na něj v podstatě zanevřel. Pracuje jako vymahač dluhů a usiluje o přízeň Adriany (Talia Shire), která žije se svým bratrem Pauliem (Burt Young). Jednou si však úřadující šampión Apollo Creed (Carl Weathers) vybere Rockyho jako svého protivníka a ten vycítí svou životní příležitost.

### Rocky II
Apollo Creed zůstává světovým šampiónem těžké váhy ale je obviňován, že zápas byl zmanipulovaný a pravým vítězem má být Rocky Balboa. Creed proto požaduje další zápas. Rocky si mezitím vzal Adrianu a postupně vyčerpal peníze vydělané reklamou. Chce dopřát své ženě více a chce více dokázat i sobě a proto výzvu přijímá.

### Rocky III
Rocky je světovým šampiónem těžké váhy a vyhrává jeden zápas za druhým. Všechny utkání bedlivě sleduje James „Clubber“ Lang (Mr. T) v jehož životě nic jiného než box neexistuje. Vyzývá Rockyho k vzájemnému zápasu. Rockyho manažer a trenér Mickey je proti tomu, protože Clubber je podstatně silnější soupeř, ale Rocky na tom trvá. Zápas šampión prohraje, ale navíc ztrácí svého přítele a trenéra, který po zápasu umírá. Balboa chce odvetu a na místo jeho trenéra nastupuje bývalý soupeř Apollo Creed.

### Rocky IV
Do U.S.A přijíždí boxer Sovětského svazu Ivan Drago (Dolph Lundgren), aby se utkal s Creedem. Ačkoliv je zápas pouze exhibiční, Apollo Creed při něm umírá. Dragův tým žádá souboj se šampiónem a Rocky se spolu s Pauliem vydává do SSSR pro důkaz, že titul šampióna těžké váhy nepatří „druhé straně“.

### Rocky V
Rocky Balboa se vrací do U.S.A. jako hrdina, ale záhy zjišťuje, že díky podvodům jeho účetního přišel téměř o veškerý majetek. Stěhuje se s Adrianou a svým synem zpět do staré čtvrtě Filadelfie, kde začínal. Kvůli zranění z posledního zápasu s Dragem již nemůže nadále boxovat, ale stává se trenérem nového talenta Tommyho Gunna (hraje skutečný zápasník Tommy Morrison).

### Rocky Balboa
Je to už 16 let od doby, co Rocky vybojoval poslední vítězství proti jeho svěřenci a od té doby neboxoval. Jeho syn mezitím vyrostl, Paulie se vrátil do práce a Adriana zemřela s čímž se Rocky stále nemůže vyrovnat. Má svou restauraci, kde návštěvníkům vypráví příběhy z ringů. Jednoho dne sleduje počítačovou simulaci zápasu mezi ním ve vrcholné formě a úřadujícím šampiónem Masonem Dixnem (Antonio Tarver). Pro zájem veřejnosti, pro Adrianu a také sám pro sebe Rocky usuzuje, že jeho boxerský duch ještě není mrtvý a naposledy navléká rukavice a vydává se do ringu.

### Creed
Je film zabývající se boxerskou kariérou začínajícího Adonise Johnsona, který je synem Apolla Creeda. Rocky Balboa vystupuje v roli jeho trenéra.

### Creed 2
Je pokračování příběhu Adonise Johnsona, kde se Adonis snaží obhájit titul proti ruskému boxerovi Viktoru Dragovi, který je synem Ivana Draga. ( Rocky IV ). Po boku hlavní postavy se zde stále vyskytuje Rocky Balboa.

## Postavy

### Robert „Rocky“ Balboa
Rocky Balboa je italsko-americký boxer, který je svým trenérem přehlížen, protože si myslí, že promrhal svůj talent na box. Jeho americký sen se plní, když Apollo Creed jej náhodou vyzve k zápasu. V událostech filmu Rocky II se Balboovi daří porazit Creeda a stává se novým šampiónem. Následně čelí několika zápasům pro obhajobu titulu. Za zmínku stojí především soupeři James „Clubber“ Lang, ale také boxer Sovětského svazu Ivan Drago.
Rocky je předurčen k boxu už jenom kvůli nízkému vzdělání. Nemůže tak vykonávat administrativní práci a když pracuje, tak na jatkách, jako výpomoc v tělocvičně nebo později, kdy vlastní svou restauraci Adriana, kterou pojmenoval po své ženě se kterou má syna Roberta Balboa jr.

### Adriana Balboa
Adriana Pennino, později Adriana Balboa je velmi plachá dívka o jejíž srdce Rocky usiloval již ve filmu Rocky. Ve filmu Rocky II si vzala Rockyho a porodila mu syna Roberta Balboa jr. Dříve, než poznala Rockyho, žila se svým bratrem Pauliem, kterému vařila, prala a dělala všechny potřebné práce. Byl to ovšem Paulie, který chtěl, aby se dal Rocky s Adrianou dohromady, protože se nemohl dívat na to, jak jeho sestra promrhává život.
Adriana má strach především o Rockyho zdraví a několikrát během celé série jej prosí, aby s boxem nadobro skončil. Zpravidla kvůli penězům Rockymu většinou nezbývá než znovu boxovat a Adrianu poslechne až po zápasu s Ivanem Drago. Adriana umírá na rakovinu 3 roky před událostmi filmu Rocky Balboa.

### Paulie
Paulie byl Adrianin bratr a Rockyho švagr. Jelikož byl alkoholik a cholerik,tak se s Rockym sem tam pohádali, ale byl vždy pro něj dobrá opora a přítel. Povzbuzoval Rockyho při každém jeho zápasu.

### Mickey
Mickey byl Rockyho blízký přítel a trenér v prvních dvou dílech a na začátku třetího dílu. Ale pak dostal infarkt a zemřel. Rockyho se jeho ztráta hodně dotkla, byl pro něj jako jeho otec. Po jeho smrti se Rockyho ujal jeho bývalý soupeř Apollo.

### Apollo
Apollo Creed byl úřadujícím mistrem těžké váhy do doby, než jej porazil Rocky Balboa ve filmu Rocky II. Byl přezdívaný jako Mistr zkázy, Král úderu nebo také Tančící ničitel. Jeho box je kombinací síly, ale především vysoké rychlosti a práce nohou. Boxovat začínal v chudé čtvrti Los Angeles a každý zápas považuje za velký úspěch.
Ve filmu Rocky III se stal, po Mickeyho smrti, Rockyho trenérem a přítelem, aby mohl Balboa porazit Langa a získat zpět titul. Naučil Rockyho se rychle pohybovat po ringu a práci nohou. Stali se následně dobrými přáteli i když, jak sám uvedl, nikdy se nesrovnal s tím, že ho Rocky porazil. Zemřel při exhibičním utkání s Ivanem Drago, kdy nepřežil sérii silných úderů do hlavy. Creedův trenér Tony Duke následně pomáhal Rockymu se dostat do formy, aby mohl oplatit smrt Apolla.

### Tony Duke
Tony byl Apollův nejlepší přítel a trenér,Apollo byl jako jeho syn. Po jeho smrti začal trénovat i Rockyho a pomohl mu porazit Ivana Draga a pomstít tak Apollovu smrt.

### Ivan Drago
Ivan Drago (rusky: Иван Драго) je postava boxera vyskytující se ve filmu Rocky IV. Jde o favorita Sovětského svazu, který disponuje extrémně silným úderem, vyšší postavou a velkou odolností. Sami sověti jej vydávají za nový typ boxera, který je uzpůsoben vydržet extrémní bolest i zátěž. K těmto vlastnostem mu však dopomáhá silné zázemí, které v Sovětském svazu má a především práce nejen trenérů, ale i doktorů a vědců, kteří na něm zkouší různé injekce. Díky této péči se jeho úder pohybuje v rozmezí 1850–2150 psi. Kromě boxu je také kapitánem rudé armády a nositelem vyznamenání Sovětského svazu.
Drago zabil při exhibičním utkání Rockyho přítele Apollo Creeda. Další zápas, proti Rockymu, se odehrál v SSSR, kde byl poražen Rockym. Sám Drago moc nemluví. Toto za něj zastává jeho žena a manažerka v jednom – Ludmilla Drago. Během celého filmu promluvil pouze 4× anglicky:
- (k Apollo Creedovi): „Prohraješ!“
- (na tiskové konferenci): „Já nemůžu být poražen!“ „To já porazím všechny!“ (střih) „Brzy... zničím pravého šampióna.“ (střih) „Jestli zemře, tak zemře.“
- (k Rockymu): „Musím tě zlomit!“
- (k Rockymu): „Skoncujeme to!“

Rusky promluvil dvakrát (nepočítaje krátké fráze jako „Привет“ nebo „Давай“):
- (ke svému trenérovi o Rockym): „Он не человек. Он больше похож на кусок железа“ (Není to člověk, je jako kus železa!)
- (k sovětskému státníkovi): „Я борюсь, чтобы победить. Для меня! Для меня!“ (Jo, to vyhraju! Ale za sebe. Kvůli sobě!)

Pozn.: v českém dabingu mluvil Drago jedním jazykem.

### James „Clubber“ Lang
James „Clubber“ Lang je boxer objevující se ve filmu Rocky III, kde usiluje o titul mistra těžké váhy. Nemá žádného trenéra, ani manažera a celý svůj život zasvětil boxu. Opakovaně se snaží dostat do ringu s Rockym, ale jeho trenér Mickey tomu brání, protože ví, že Clubber je mnohem silnější, než ostatní Rockyho soupeři. Když se proti sobě postaví v ringu, odchází Clubber jako nový mistr těžké váhy a Rocky je poražen.
Clubber působí rozpolcenou osobností, kdy na jednu stranu dokáže v naprosté tichosti čekat a sledovat každý z Rockyho zápasů a na druhou stranu projevuje výbuchy vzteku a téměř není schopen udržet svůj hněv do začátku formálního zápasu.
V dalším zápasu, který se odehrál v Madison Square Garden v New Yorku, Clubber podcení Rockyho rychlost a nově získanou obratnost, což zapříčíní, že se rychle unaví. Rockymu posléze nedělá potíže Clubbera poslat k zemi K.O.

## Hudba
Jelikož byla většina dílů filmové série Rocky natočena v 80. letech, obsahuje série spoustu známých tehdejších rockových písniček jako Survivor – „Eye Of The Tiger“, Survivor – „Burning Heart“ nebo Robert Tepper – „No Easy Way Out“.

## Statistiky
| Film               | Datum premiéry     | Výdělek nosičů | Výdělek nosičů | Výdělek nosičů  |
| Film               | Datum premiéry     | Spojené státy  | Zahraničí      | Celosvětově     |
| Rocky              | 27. listopad, 1976 | 117 235 147 $  | 107 764 853 $  | 225 000 $       |
| Rocky II           | 15. červen, 1979   | 85 182 160 $   | 115 000 $      | 200 182 160 $   |
| Rocky III          | 28. květen, 1982   | 125 049 125 $  | 125 000 $      | 250 049 125 $   |
| Rocky IV           | 27. listopad, 1985 | 127 873 716 $  | 172 600 000 $  | 300 473 716 $   |
| Rocky V            | 16. listopad, 1990 | 40 946 358 $   | 79 000 $       | 119 946 358 $   |
| Rocky Balboa       | 20. prosinec, 2006 | 70 270 943 $   | 85 428 201 $   | 155 699 144 $   |
| Celá původní série | Filmy 1–6          | 566 556 405 $  | 559 793 054 $  | 1 126 350 503 $ |
| Creed              | 25. listopad, 2015 | 104 541 494 $  | 12 400 000 $   | 116 941 494 $   |